# Điểu long răng khía
Troodontidae là một họ các khủng long khủng long chân thú giống như chim. Trong suốt thế kỷ 20, các hóa thạch của họ này ít được tìm thấy và do đó chúng đã nhiều lần được xếp vào mỗi nòi coelurosauria chính. Các phát hiện hóa thạch đầy đủ gần đây (bao gồm các mẫu lưu giữ lông, trứng, phôi và các con trưởng thành) đã giúp người ta hiểu biết nhiều hơn về họ này. Các nghiên cứu giải phẫu, đặc biệt là các nghiên cứu các Troodontidae nguyên thủy, như Sinovenator, đã cho thấy các nét tương đồng về giải phẫu với Archaeopteryx và dromaeosaurids nguyên thủy, và chứng tỏ rằng chúng có mối liên hệ bao gồm một clade được gọi là Paraves.
Họ này có kích cỡ vừa và nhỏ (1 – 100 kg) với các chân bất thường so với các theropod khác.

## Hình ảnh

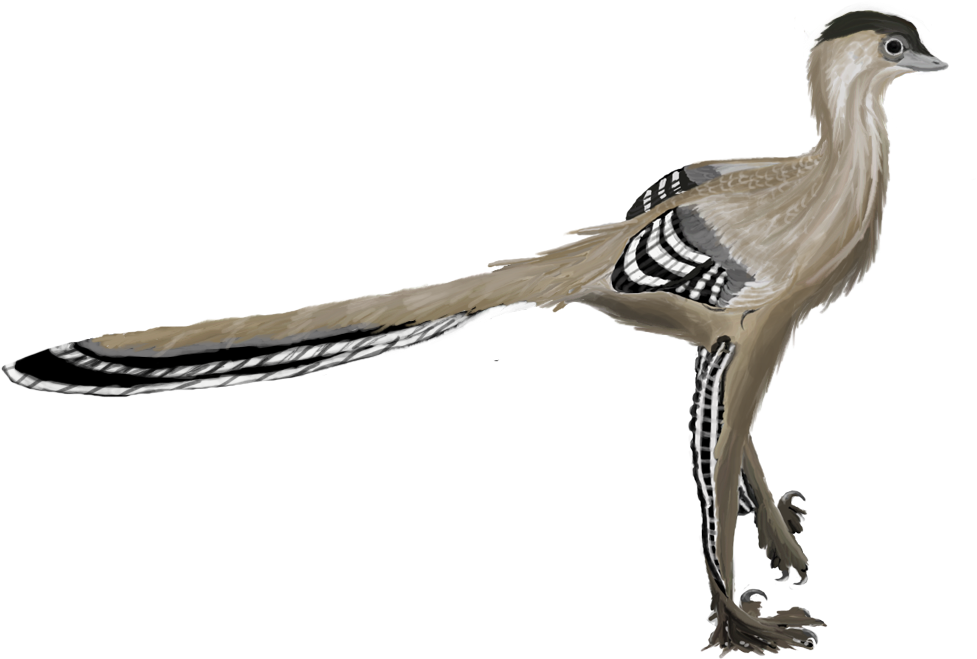
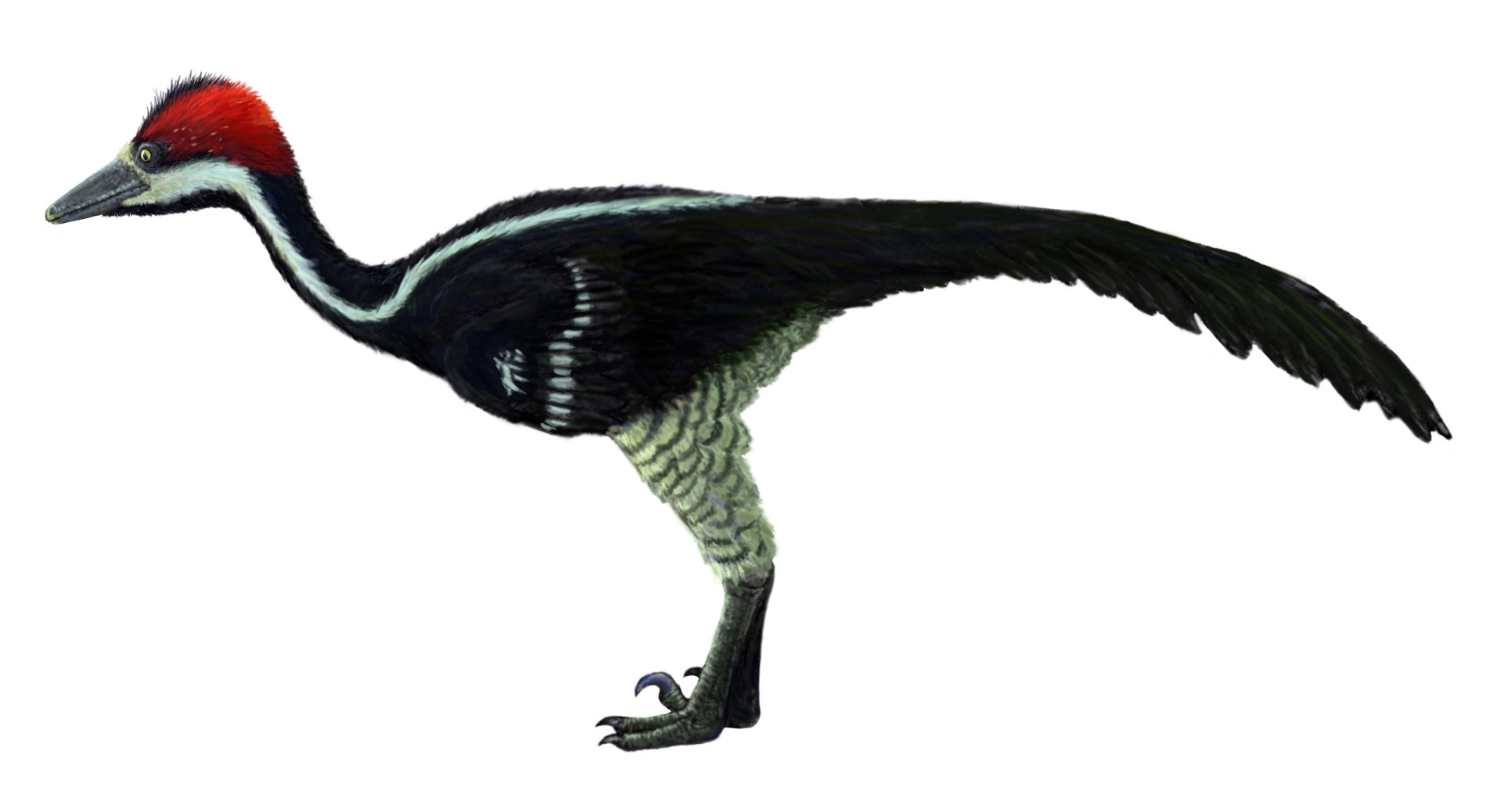
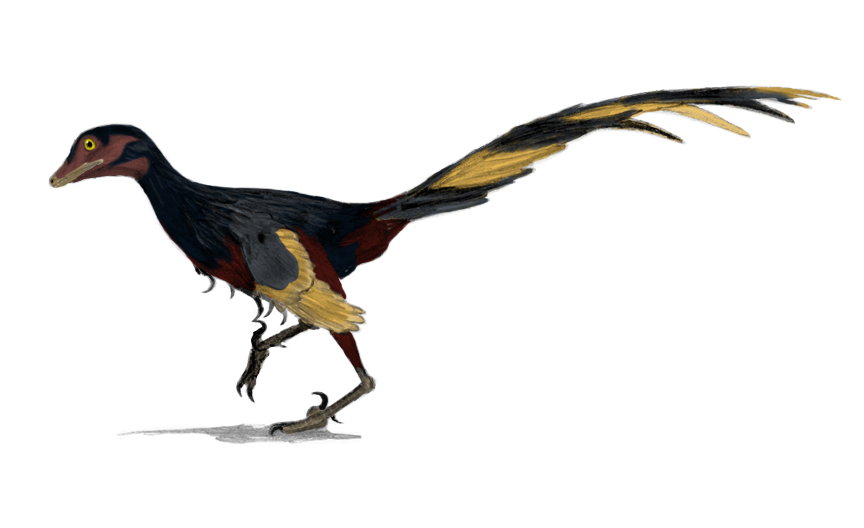
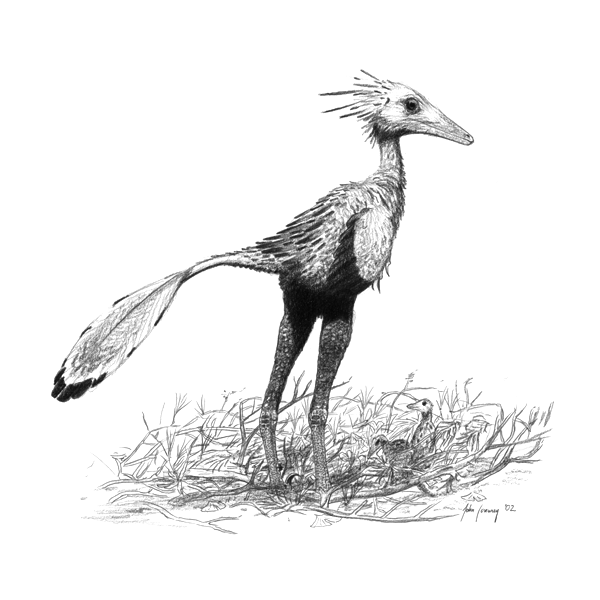

## Phân loại
- Họ Troodontidae
  - Anchiornis[1]
  - ?Archaeornithoides
  - Borogovia
  - Byronosaurus
  - Jinfengopteryx
  - ?Koparion
  - Mei (khủng long)
  - Saurornithoides
  - Sinornithoides
  - Sinusonasus
  - Sinovenator
  - Tochisaurus
  - Troodon
  - Urbacodon
  - Zanabazar
- Undescribed/unnamed specimens
  - SPS 100/44 = EK troodontid
  - WDC DML 001 ("Lori")